# 瑞華星
瑞華星（139 Juewa）是第一顆在中國土地上發現的小行星。發現者為美國籍加拿大天文學家詹姆斯·克雷格·沃森。

## 命名
沃森（他的名字當時在中國譯音是：華成、華德孫）教授發現小行星後。他恭請曾經管理欽天監和算學事務，道光皇帝的第六子奕訢（封號恭親王）題名，恭親王在1874年（同治13年）11月26日經由使者，將這顆題名為「瑞華星」，意思是「中華吉祥之星」的文件交給沃森教授。
沃森教授在他的金星凌日觀測報告中，詳細紀錄發現小行星的經過，並且臨摹了恭親王當時題名「瑞華星」的字跡。在他的觀測報告中將「瑞華星」翻譯成英文，把「星」字省略，將「瑞華」兩字以當時未標準化的拼音，音譯成 Juewa。

## 發現
1874年，沃森教授的金星凌日考察隊（成員還包括：普林斯頓大學楊嘉樂 Charles Augustus Young 教授）來到北京進行金星凌日觀測，在10月10日，他用一枝五吋折射望遠鏡連赤道儀，在觀察雙魚座星空時，發現有一顆十一等，但是他在這個天區從來未見過的星體，他隨即用雙影像測微器量度，進行連續的觀測，發現這顆星體在天空中緩慢逆行，經過計算後，確定這顆是一顆位於火星與木星軌道之間的小行星。
沃森教授隨即向其它地方的天文學家公佈有關新天體的發現，消息很快在北京流傳。有幾位清朝高級官員親自到沃森教授位於北京內城近美國大使館附近的觀測站，連續兩晚，通過望遠鏡親眼觀看新發現的天體，在天空中移動。

## 特徵
瑞華星屬CP型小行星，主要成分為碳。在1980年至1985年期間，阿雷西博天文台對這顆小行星進行了13厘米波長的雷達觀測，基於雷達數據，得出小行星的地表固體密度估計為每立方厘米1.8克。

## 錯誤的中文譯名
在上世紀七十年代開始，編輯人員從英語翻譯這顆小行星的名稱，將 Juewa 翻譯成中文時，以現代漢語拼音，尋找近似 Juewa 發音， 將這顆原本先有中文名字的小行星，音譯成為「九華」星，其後出版的天文書刊作者和編輯，雖然知道這顆是在中國本土發現的第一顆小行星，卻沒有考證名字來源，照樣以為「九華」星是這顆小行星的正確名稱。四十多年以來，中國天文學會天文學名詞審定委員會/全國科學技術名詞審定委員會天文學名詞審定委員會一直採用「九華」星為139號小行星的官方名稱。直至2017年1月7日，按照福建天文愛者林景明等人，經過一年多的追尋，並提出確實的文獻記載，才將錯誤的「九華」星詞條刪除，更正為「瑞華」星。